# Laura Pigossi
Laura Pigossi Herrmann de Andrade (født 2. august 1994) er en tennisspiller fra Brasilien.
Pigossi vandt bronzemedalje i damedouble ved sommer-OL 2020 i Tokyo, hvor hun spillede sammen med Luisa Stefani.